# Juillet 1878

## Événements
- Au cours de pourparlers de Berlin, le Premier ministre britannique Disraeli obtient la restitution à la Turquie de la région de Bayazid, les Russes ne conservant que Batoum, Kars et Ardahan en Arménie.

- L'équipage de De Brazza est chassée par les bafurus sur l'Alima.

## Naissances
- 10 juillet : Otto Freundlich, sculpteur et peintre allemand († 9 mars 1943).
- 23 juillet : James Thomas Milton Anderson, premier ministre de la Saskatchewan.

## Décès
- 6 juillet : Thomas Konarski, général de brigade polonais (° 10 janvier 1793).